# Laodora pilosa
Laodora pilosa là một loài bọ cánh cứng trong họ Cerambycidae.